# Ricky Bruch

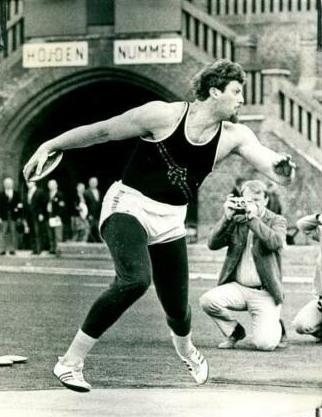
Ricky Bruch (1968)

Björn Rickard „Ricky“ Bruch (* 2. Juli 1946 in Örgryte, Göteborg, Västra Götalands län; † 30. Mai 2011 in Ystad, Skåne län) war ein schwedischer Leichtathlet, Schauspieler und Autor. Er trat in den späten 1960er-Jahren als Diskuswerfer in Erscheinung, den Zenit seines Könnens erreichte er jedoch erst in den 1980er-Jahren. Er gewann drei internationale Medaillen.

## Leben
Der 1,99 m große und zu Wettkampfzeiten 135 kg schwere Athlet wuchs in Schonen auf und verbrachte den größten Teil seines Lebens in Malmö. Er startete abwechselnd für mehrere Vereine, darunter Malmö IA, IFK Helsingborg und Österhaninge IF.
Rickard Bruch pflegte in der Öffentlichkeit kein Blatt vor den Mund zu nehmen und war bei Funktionären als Exzentriker verschrien, beim Publikum jedoch äußerst beliebt.
Als Schauspieler wirkte er in zahlreichen Unterhaltungsfilmen mit, darunter Ronja Räubertochter, der Verfilmung von Astrid Lindgrens gleichnamigem Kinderbuch. Er veröffentlichte eine Autobiografie mit dem Titel Gladiatorns kamp (dt. „Der Kampf des Gladiators“) sowie den Gedichtband Själ och kropp: Dikter (deutsch: „Körper und Geist. Gedichte“).
Bruch verstarb an einem Pankreaskarzinom.

## Karriere
Rickard Bruch gewann dreizehn Landesmeisterschaften im Diskuswurf und im Kugelstoßen:
| Jahr      | 1967  | 1969  | 1970          | 1972          | 1973  | 1974  | 1975  | 1976  | 1977  | 1978  | 1983  |
| Weite (m) | 56,66 | 61,44 | 58,68 / 18,68 | 64,40 / 19,35 | 62,28 | 63,84 | 61,94 | 58,98 | 59,26 | 58,52 | 62,18 |

Mit der Kugel erreichte er eine Bestleistung von 20,08 m (1973).
Sein erster internationaler Auftritt waren die XVI. Olympischen Sommerspiele 1968 in Mexiko-Stadt, wo er sich mit rund 5 ½ Meter Rückstand auf den Sieger Al Oerter als Achter platzierte (59,28 m).
Seine erste Medaille hatte er der Großzügigkeit der griechischen Kampfrichter zu verdanken. Bei den Leichtathletik-Europameisterschaften 1969 in Athen wurden die drei Qualifikationswürfe ungültig gegeben. Auf seinen Protest hin wurde er schließlich doch noch als 13. Werfer zum Vorkampf zugelassen. Seine beste Weite von 61,08 m bedeutete den Gewinn der Silbermedaille. Nur Hartmut Losch aus der DDR warf weiter (Gold mit 61,82 m).
Ins heimatliche Malmö zurückgekehrt, nutzte er am 21. September 1969 seine Form zu einem Wurf von 68,04 m. Damit löste er den Tschechen Ludvík Daněk als Europarekordler ab.
In der Folgezeit wurde Rickard Bruch zum großen Gegenspieler von Jay Silvester. Sowohl er als auch der US-Amerikaner wetteiferten darum, der erste 70-Meter-Werfer der Welt zu werden. Im Jahr 1970 trafen Bruch und Silvester insgesamt 15 Mal aufeinander. Bruch siegte 6 Mal, Silvester 9 Mal, wobei der Amerikaner das Pech hatte, dass seine drei 1971 erzielten 70-Meter-Würfe wegen zu starken Windes oder Formfehlern nicht anerkannt wurden.
Aber auch Bruch erging es nicht besser. Seine Freude über die am 17. April 1971 in Malmö geworfenen 70,12 m währte nur kurz, denn der Diskus wurde gewogen und um 7,5 Gramm zu leicht befunden. Ärgerlich über dieses Pech und angestachelt durch den nicht anerkannten Wurf über 70,38 m von Silvester im Mai desselben Jahres bestritt Bruch im Juni 1971 22 Wettkämpfe in der Absicht, einen weiteren 70-Meter-Wurf zu landen. Diese Überlastung führte bei ihm zu einem Kreislaufkollaps und einem Nervenzusammenbruch und er konnte wochenlang nicht trainieren. Erst zu den Europameisterschaften 1971 in Helsinki war er halbwegs wiederhergestellt. Er blieb jedoch mehrere Meter unter seinen Möglichkeiten und kam mit einer Weite von knapp 60 m auf Platz 11.
Bruch hatte auch 1972 erneut das Pech, einen weiten Wurf nicht anerkannt zu bekommen. Sein Wurf auf die Rekordweite von 68,58 m wurde durch den schwedischen Verband nicht als Weltrekord eingereicht. Bruch hatte die Weite im zweiten Durchgang eines Wettbewerbs mit nur zwei Teilnehmern erreicht. Erst im vierten Durchgang kam der für eine Rekordanerkennung notwendige dritte Sportler hinzu.
Bei den Olympischen Sommerspielen 1972 in München belegte er den 3. Platz hinter Ludvík Daněk (Gold mit 64,40 m) und Jay Silvester (Silber mit 63,50 m). Bei den XVIII. Olympischen Sommerspielen 1976 in Montreal scheiterte Bruch in der Qualifikation.
Der erste 70-Meter-Wurf gelang Rickard Bruch 1984 bei einem Comeback, als er zwischen September und November in Malmö mit Weiten von 70,48 m, 71,00 m und 71,26 m gleich dreimal die Zielmarke übertraf – allerdings nicht als Erster: Der Weltrekord stand inzwischen bei 71,86 m, gehalten von Juri Dumtschew. Der zweite Frühling des inzwischen 38-Jährigen endete, als Bruch sich mit dem Trainer der schwedischen Nationalmannschaft überwarf.
Inzwischen haben mehr als 20 Athleten den Diskus weiter als 70 Meter geworfen. Der Weltrekord steht seit 1986 bei 74,08 m, erzielt von Jürgen Schult aus der DDR.
Bruch bekannte später, während seiner Sportlaufbahn gedopt zu haben und setzte sich für eine medizinisch kontrollierte Freigabe von Anabolika ein.

## Erfolge und Platzierungen
- XVI. Olympische Sommerspiele 1968 in Mexiko-Stadt: Achter mit 59,28 m (Siegesweite von Al Oerter: 64,78 m)
- XVII. Olympische Sommerspiele 1972 in München: BRONZE mit 63,40 m hinter Ludvík Daněk (Gold mit 64,40 m) und Jay Silvester (Silber mit 63,50 m)
- Europameisterschaften 1969 in Athen: SILBER mit 61,08 m hinter Hartmut Losch (Gold mit 61,82 m) und vor Lothar Milde (Bronze mit 59,34 m)
- Europameisterschaften 1971 in Helsinki: 11. mit 59,26 m
- Europameisterschaften 1974 in Rom: BRONZE mit 62,00 m hinter dem Finnen Pentti Kahma (Gold mit 63,62 m) und Ludvík Daněk (Silber mit 62,76 m)

## Rekorde
- Europarekord mit 68,04 m am 21. September 1969 in Malmö
- Einstellung des von Jay Silvester gehaltenen Weltrekords von 68,40 m am 5. Juli 1972 in Stockholm
- 22 × schwedischer Rekord: 15 Mal im Diskuswurf und 7 Mal im Kugelstoßen. Seine 1984 erzielten 71,26 m wurden erst 2017 von Daniel Ståhl um 3 Zentimeter übertroffen.

## Filmografie (Auswahl)
- 1974: Auch die Engel mögen’s heiß (Anche gli angeli tirano di destro)
- 1984: Ronja Räubertochter (Ronja Rövardotter)